# Klasztor w Poblet
Królewski Klasztor Najświętszej Marii Panny w Poblet (kat. Reial Monestir de Santa Maria de Poblet, hiszp. Real Monasterio de Santa Maria de Poblet,) uznawany jest za pierwowzór opactwa cysterskiego w Hiszpanii. Jest też panteonem królów Aragonii od Alfonsa II.
Znajduje się w powiecie Conca de Barberà (hiszp. Cuenca de Barberá), w gminie Vimbodí i Poblet w hiszpańskiej prowincji Tarragona (Katalonia). Pierwszy klasztor powstał z inicjatywy i pod patronatem hrabiego Barcelony Ramona Berenguera IV. W roku 1149 hrabia przekazał go cystersom z opactwa w Fontfroide.
Klasztor, wzbogacany przez przeróżne darowizny osiągnął największą świetność w XIV wieku. Upadek klasztoru nastąpił w roku 1835 na skutek przeprowadzonej wyprzedaży tak zwanych dóbr z martwej ręki. Klasztor został opuszczony. W roku 1930 rozpoczęto jego odbudowę. W roku 1935 znów zaczęto odprawiać liturgię, a w roku 1940 w opactwie pojawili się zakonnicy. Nie wszystkie pomieszczenia są dostępne dla zwiedzających. Część budynku objęta jest klauzurą i zamieszkana przez cystersów.
Na terenie klasztoru pochowano następujących władców Królestwa Aragonii:
- Alfonsa II Aragońskiego
- Jakuba I Zdobywcę[1]
- Piotra IV Aragońskiego i jego pierwsze trzy żony: Marię z Nawarry, Eleonorę Portugalską i Eleonorę Sycylijską
- Jana I Myśliwego i jego żony: Martę d'Armagnac i Jolante de Bar
- Marcina I Ludzkiego i jego pierwszą żonę Marię Lopez de Luna
- Ferdynanda I Sprawiedliwego i jego żonę Eleonore z Alburquerque
- Alfonsa V Aragońskiego
- Jana II Aragońskiego i jego żonę Joannę Enriquez

W roku 1991 klasztor został wpisany na listę światowego dziedzictwa UNESCO.

## Historia
Nazwa Poblet wywodzi się od łacińskiego słowa popletum (zagajnik topolowy). Rejon ten zawsze charakteryzował się bujną roślinnością, w tym lasami topolowymi. Dlatego też w roku 1984 stworzono tu Park Narodowy o powierzchni 2100 hektarów z pięćdziesięcioma naturalnymi źródłami.
Klasztor Poblet został ufundowany przez hrabiego Barcelony Ramona Berenguera IV. W 1153 podarował on ziemie w rejonie Popletum położonemu niedaleko Narbonne francuskiemu opactwu Fontfroide, filii opactwa Clairvaux. Na darowanych terenach panowały warunki sprzyjające założeniu cysterskiego klasztoru: miejsce było odosobnione, obfitowało w źródła wody i zapewniało tereny pod uprawy.
Klasztor ten był czwartym z kolei wielkim opactwem cysterskich po Clairvaux (w Ville-sous-la-Ferté), Grandselve (w Langwedocji) i Fontfroide (niedaleko Narbonne). Pierwsza wspólnota powstała pod kierownictwem opata Gerarda w roku 1153. W zachowanych dokumentach są dane o darowiźnie wicehrabiów Cardony z roku 1151. Przez wieki klasztor otrzymywał liczne darowizny od królów i rodzin szlacheckich. Dzięki związanych z tym dokumentom można prześledzić stan robót prowadzonych przy zabudowaniach klasztornych i kościele. W testamencie z roku 1184 wspomina się, że kościół jest jeszcze w budowie. Inny dokument z tego samego roku dotyczy darowizny króla na rzecz oświetlenia ołtarza Najświętszej Marii Panny, można więc przypuszczać, że przynajmniej prezbiterium było już wykorzystywane do liturgii.
W roku 1340 Piotr IV Aragoński nakazał utworzenie panteonu królewskiego i szlacheckiego, w którym łącznie złożono 16 osób. Wybór miejsca pochówku łączył się z dużymi darowiznami. Ponadto zbudowano prywatne kaplice. Klasztorem w dużym stopniu opiekowały się największe katalońskie rody, jak hrabiowie Urgel, Cervery, Cardony, rodzina Puigvert czy Boixador.
Klasztor Poblet od początku swych dziejów był otoczony opieką i patronatem królów. Po wygaśnięciu dynastii Aragońskiej zaczął podupadać, choć niektórzy renesansowi opaci starali się go rozwijać. I tak opat Pere Caixal (1526-1531) zamówił u rzeźbiarza Damià Formenta kamienne retabulum do głównej kaplicy. Koszt tego wspaniałego dzieła był tak wygórowany, że doprowadziło to do buntu mnichów i skazania opata na dożywotnie zamknięcie za marnotrawstwo i nieprzestrzeganie reguły.
W dziewiętnastym wieku, w wyniku zmian politycznych i wojen domowych zaczął się upadek klasztoru. W roku 1822 wystawiono na sprzedaż klasztorne dobra, a walczący z absolutystami liberałowie wypędzili mnichów. Potem klasztor przez dwa lata pozostawał opuszczony. Był niszczony przez pożary i rozgrabiany, choć wcześniej zabrano wszelkie kosztowności. W roku 1825, w czasach Ferdynanda VII i restauracji absolutyzmu, pozwolono wrócić mnichom, którzy starali się przywrócić porządek, naprawić zniszczenia i odzyskać część rozkradzionych dóbr. Jednakże trwające nadal walki między liberałami a absolutystami miały zgubny wpływ na wiele katalońskich klasztorów. Obawiając się najgorszego, młodzi liberalni zakonnicy, a w ślad za nimi również starsi, postanowili opuścić klauzurę i schronili się w prywatnych domach. Zabrali z klasztoru najcenniejsze możliwe do przeniesienia sprzęty i oddali je na przechowanie mieszkańcom okolic. Niemal wszystko zaginęło. W klasztorze została biblioteka, archiwa i groby królewskie.
W roku 1833, w czasie pierwszej wojny karlistowskiej lotne kolumny wojska urządziły w klasztorze kwaterę. Żołnierze sprofanowali groby. W poszukiwaniu złota i kamieni szlachetnych spalili znalezione w nich szaty. Później zebrano księgi, dokumenty oraz to, co zostało w grobach i przewieziono do Tarragony na przechowanie.
Rabunki, pożary i zaniedbanie przemieniły kompleks klasztorny w zapomniane ruiny. W roku 1930 stworzono Patronat Poblet, by odrestaurować mury i pozostałe w klasztorze dzieła sztuki. Powstało również Stowarzyszenie Przyjaciół Klasztoru. Dzięki temu udało się odrestaurować znaczną część budynku i już w roku 1940 zamieszkało w nim czterech zakonników.
Obecnie w klasztorze nadal mieszkają cystersi, opiekując się nim i uprawiając niewielki ogród. Jak w wielu hiszpańskich klasztorach, zakonnicy prowadzą tu też dom gościnny, zdolny pomieścić dwunastu potrzebujących wyciszenia duchowego gości (wyłącznie mężczyzn), którzy za gościnę odwdzięczają się dowolnymi datkami.

## Organizacja klasztoru
Poblet to jeden z najlepszych przykładów cysterskiego klasztoru. Główny historyk zakonu, ojciec Manrique pisze:
Populetum… toto orbe christiano nulli secundum
Od założenia klasztoru zamierzano prowadzić na przynależnych mu terenach wzorową gospodarkę rolną. Były tam być gospodarstwa, obfite źródło wody i las, który można eksploatować (las Castellfollit). Każdym gospodarstwem kierował jeden z zakonników, stojący na czele „familii” braciszków: leśników, sadowników itp. Pod koniec XII wieku klasztor posiadał 17 gospodarstw.
W Poblet dysponowano wszystkim, co potrzebne do przetrwania, bez konieczności opuszczania terenów klasztoru. Była to prawdziwa i kompletna społeczności w typie Cîteaux czy Clairvaux. Poza zabudowaniami typowymi i oczywistymi dla każdego klasztoru w Poblet był szpital, apteka, cmentarze, ogród z roślinami aromatycznymi, młyny, piekarnie, a nawet lochy, gdyż opat miał władzę pana feudalnego.

### Domy, włości i prawa
Klasztor posiadał wiele domów cysterskich w największych miastach Katalonii. Najważniejszymi filiami były:
- Monasterio de Piedra w Aragonii
- Klasztor Benifassà w miejscowości Pobla de Benifassà w Walencji
- Monasterio de la Real na Majorce
- Przeorat Świętego Wincentego w miejscowości Cuart de Poblet w Walencji
- Klasztor Nazaretański w Barcelonie
- Sanktuarium Tallat na granicy Tarragony i Lleidy

Władza klasztoru rozciągała się na 7 baronatów, w skład których wchodziło 60 wsi. Klasztor miał prawo wyznaczać przewodniczącego rady miasta (kat. battle) w dziesięciu zależnych od siebie miasteczkach. W skład włości klasztoru, jako wielkiego magnata wchodziły też:
- Zamek i miasto Verdú
- Zamek Monargues

(Później papież Honoriusz III w roku 1220 i król Jakub I Zdobywca zwiększyli liczbę włości, gospodarstw i uprawnień.)
Klasztor miał ponadto prawo do wypasu stad na ziemiach królewskich, eksploatacji solanek w Cardonie i prowadzenie połowów w Empúries.

### Opat i mnisi
Opaci z Poblet skupili ogromną władzę, rozciągającą się nie tylko na ich klasztory i posiadłości. Byli też wikariuszami generalnymi zakonu cystersów w Aragonii i Nawarze. Zajmowali ważną pozycję w Kortezach Katalonii, a nawet obejmowali stanowisko doradcy rządu. Król Piotr IV nadał opatom (lub, pod ich nieobecność, mnichom pełnomocnikom) uprzywilejowaną godność „Królewskiego Jałmużnika na Dworze”. Opaci towarzyszyli królom w ich przedsięwzięciach i podbojach, często służąc za doradców lub ambasadorów.
Piotr II nadał archiwiście klasztoru tytuł „Królewskiego rejenta”. Zarówno opat, jak i zakonnicy byli zwolnieni ze składania przysięgi w czasie procesów sądowych, gdyż zakładano, że ich słowo warte jest więcej od przysięgi. Przywilej ten nadał im Alfons II.
W roku 1222 Jakub I ustanowił, że każda własność klasztoru Poblet ma prawo być oznaczona królewskimi insygniami, na znak, że podlega ochronie króla.

## Budowa

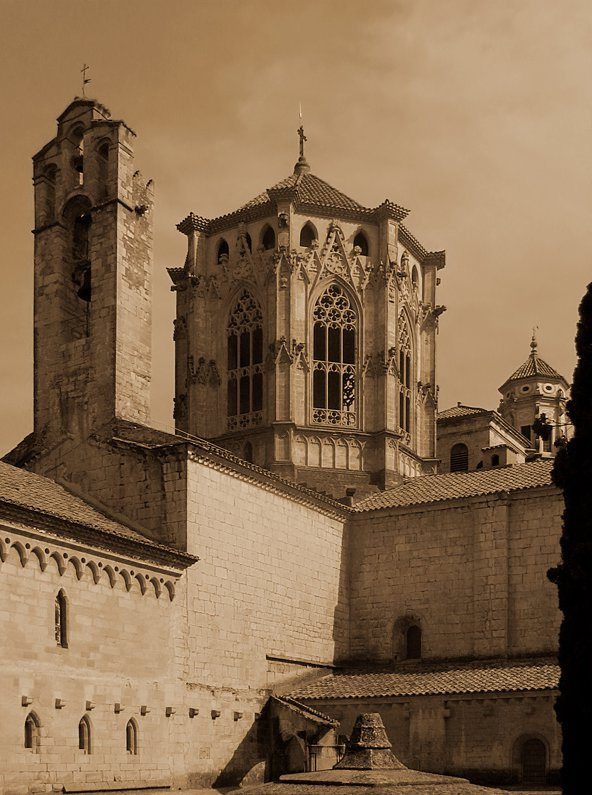
Klasztor Poblet

Budowę klasztoru Poblet w formie, w której przetrwał on do naszych czasów rozpoczęto około roku 1163, dziesięć lat po jego założeniu. Była to zwyczajna kolej rzeczy. Pierwsi zakonnicy mieszkali w tymczasowych budynkach i, gdy upewnili się, że miejsce jest odpowiednie, rozpoczynano właściwą budowę. Dokumenty potwierdzają, że w roku 1163 Arnau de Bordells uczynił darowiznę na cele wzniesienia kamiennej budowli, a Ramón de Cervera, władający Espluga Jussana wydał zakonnikom pozwolenie, by mogli
«…wydobywać kamień potrzebny do budowy klasztoru i jego przyledłości. »
Przy wznoszeniu budowli cysterskich bardzo liczył się teren i jego otoczenie. Jednym z najważniejszych warunków była bliskość cieku wodnego z którego prowadzono kanały biegnące przez właściwy kompleks klasztorny. Po założeniu klasztoru cysterskiego budowano tymczasowe zabudowania, w których zakonnicy mieszkali to czasu wzniesienia ostatecznego budynku. Ten zaczynano budować po dziesięciu, a czasem dwudziestu latach. Zdarzało się też czasem, że istniała już jakaś stara budowla, w której początkowo mieszkali mnisi. Gdy zaczynano prace przy dużej kamiennej budowli, szybko budowano niewielką kaplicę, która na ogół potem pozostawała jako kaplica szpitalna, a czasami, jak w przypadku Poblet, był przy niej nawet niewielki krużganek, tutaj zwany Krużgankiem Świętego Stefana, patrona kościółka. Kaplica Świętego Stefana została później kaplicą pogrzebową. Budowla ta wraz z przyległym krużgankiem stanowi najstarszą (XII-wieczną) część całego kompleksu.
W czasie gdy mnisi mieszkali w tych budynkach, wznoszono właściwy kościół (lata 1162 – 1196). W roku 1200 ukończony był już północny mur, graniczący z południowym bokiem krużganka. W międzyczasie trzeba było zbudować prowizoryczną salę kapitularną (którą w późniejszych latach przebudowano), starą zakrystię, rozmównicę i, na piętrze, dormitorium dla mnichów. W połowie XIII wieku dokonano rozbudowy i renowacji, o których wspominają zachowane dokumenty darowizn i testamenty.
W latach 1225 i 1234 wspomina się o pracach przy refektarzu dla braci służebnych. W innym dokumencie, z roku 1243, pisze się o pracach przy dormitorium. Z tego można wywnioskować, że do połowy XIII wieku zbudowano już trzy z czterech boków krużganka. Darowizny z lat 1249 i 1250 nie pozostawiają wątpliwości, że przeznaczono je na budowę „nowego kapitularza” i ozdobienie „nowej zakrystii” i „nowego dormitorium”. Chodziło więc o zastąpienie lub przerobienie starych pomieszczeń z końca XII wieku.
Klasztor powiększono w wieku XIV, zbudowano kruchtę biskupa Coponsa, winiarnię (zamiast dormitorium braciszków) i dormitorium dla starych mnichów. Pod koniec wieku zbudowano kompleks zwany pałacem króla Marcina Ludzkiego. W latach 1789–1792 zbudowano nową zakrystię przyległą do południowej ściany kościoła.

## Kompleks klasztorny
Kompleks klasztorny dzieli się na trzy różne obszary połączone bramami. Od strony szosy dociera się w okolice pierwszego z nich.

### Pierwszy obszar
Prowadzi do niego Porta de Prades, brama z łukiem półkolistym z dużymi klińcami po stronie zewnętrznej i ostrołukiem po stronie wewnętrznej. Nad bramą znajduje się wnęka z obrazem Najświętszej Marii Panny, patronki klasztoru. Jest też herb opata Fernanda de Lerín (1531-1545), dzban z liliami (symbol czystości) i inicjały PO od nazwy Poblet.
Na pierwszym obszarze były zabudowania mieszkalne dla rolników, robotników, braciszków i pozostałych członków „familii” klasztoru. Opat Guimerá (1564-1583) kazał zbudować studnię, poidło, doprowadzić wodę. Na pamiątkę wyryto w kamieniu jego herb: dwie czerwone wstęgi na złotym polu. Do dziś stoi dom furtiana, zbudowany w czasach opata Fernando Lerína, którego herb też się zachował.

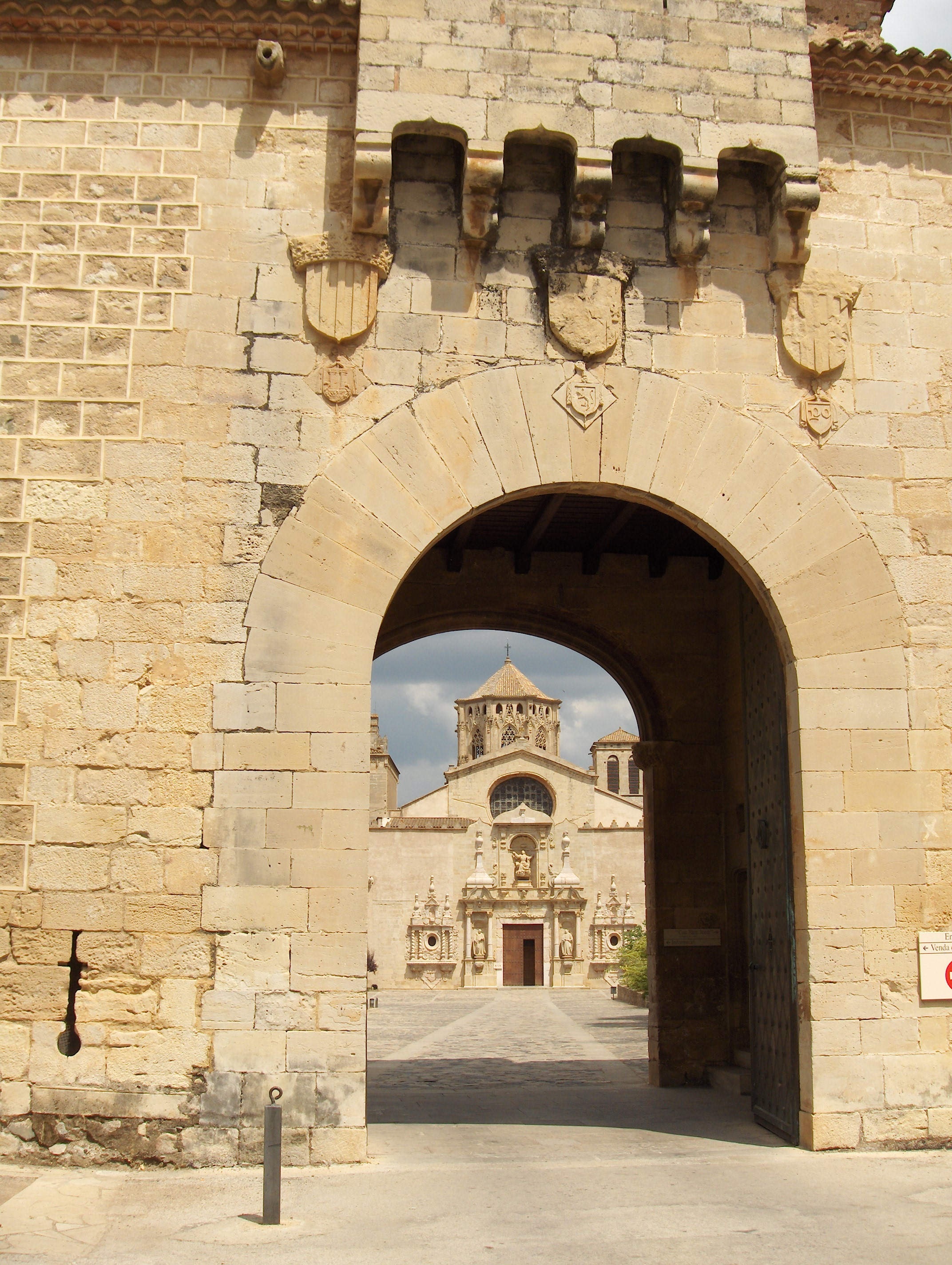
Porta Daurada, w głębi barokowe drzwi kościoła

Aleją wysadzaną topolami dochodzimy do bramy, prowadzącej do drugiego obszaru. Nazywa się ona Porta Daurada (Złota Brama), a to za sprawą pokrywających kiedyś bramę okuć z brązu, pozłoconych z woli Filipa II, który w roku 1564 spędził w klasztorze Wielki Tydzień. Brama wybudowana została za czasów opatów Delgado i Juan Payo Coello. Jest to przykład bramy obronnej. Herby tych dwóch opatów znajdują się na fasadzie, pod innymi, większymi herbami z godłem korony Aragonu, Sycylii i Kastylii, odnoszących się do królów Jana II i Ferdynanda Katolickiego. Budowa bramy musiała zostać zakończona w roku 1493 na przyjęcie Królów Katolickich, którzy w tym roku odwiedzili klasztor w towarzystwie dzieci, infanta Jana oraz infantek Joanny, Izabeli i Katarzyny.
Przed tą bramą odbywała się ceremonia powitania odwiedzających Poblet królów. Przygotowywano bogato zdobione klęczniki, i gdy para królewska uklękła, opat podawał im do pocałowania krzyż. Następnie ruszali w procesji wraz z orszakiem i mnichami z klasztoru, śpiewając Te Deum. Przez Porta Daurada wchodzili do drugiego obszaru. Zatrzymywali się w kaplicy świętej Katarzyny, żeby się pomodlić przed wejściem do klauzury.
Koło bramy znajduje się kaplica świętego Jerzego, której budowę zlecił w czasach opata Conilla Alfons V Wspaniały w podziękowaniu za zwycięstwo w wyprawie na Neapol w roku 1442. Kaplica świętego Jerzego w rzeczywistości jest poświęcona Najświętszej Marii Pannie Różańcowej, świętemu Michałowi i świętemu Jerzemu. Trzy rzeźby przedstawiające patronów znajdowały się w niezachowanej do dziś nastawie ołtarza w kaplicy.
Kaplica świętego Jerzego wybudowana jest na planie kwadratu. Po bokach gotyckich drzwi stoją zakończone pinaklami kolumny. Na fasadzie widać herby Alfonsa V Aragońskiego oraz opata Conilla (z królikiem, jako symbolem jego nazwiska). Kaplica ma gwiaździste sklepienie.
Przez Porta Daurada wchodzi się na drugi obszar.

### Drugi obszar

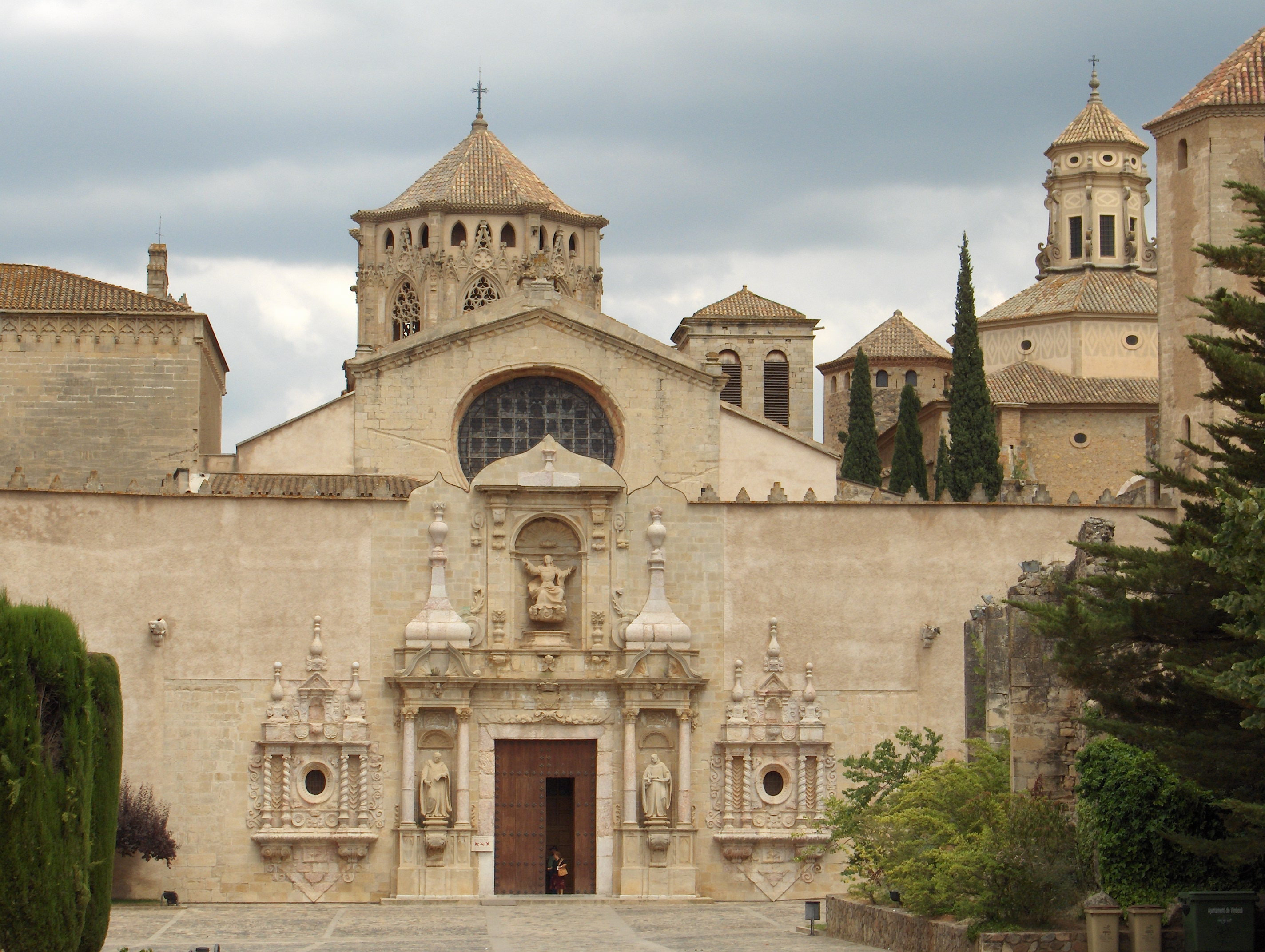
Barokowy portal kościoła.

Po przejściu przez Porta Daurada wchodzi się na duży plac o nieregularnym kształcie, na którym widać pozostałości po starych budowach. W głębi naprzeciw bramy widać w murze otaczającym trzeci obszar wejście do kruchty klasztornego kościoła. Budowę barokowego portalu zlecił w książę Cardony w roku 1670. Prowadzi do kruchty, przez którą wchodziło się do kościoła, gdy obowiązywała klauzura. Po obu stronach bramy stoją posągi świętego Benedykta i świętego Bernarda, nad bramą zaś, w niszy, figurak Matki Boskiej. Z boków portalu znajdują się okna z bogatą barokową ornamentacją i kolumnami spiralnymi.
Na środku placu, naprzeciw bramy, na postumencie z czterech stopni stoi kamienny krzyż z szesnastego wieku.
W północnej części placu znajduje się surowa kapliczka poświęcona w roku 1251 świętej Katarzynie. Jej wzniesienie nakazał Ramón Berenger IV. Tam modlili się honorowi goście przed wejściem na teren klauzury. Do kaplicy wiodą bardzo proste drzwi romańskie. Kaplica przykryta jest sklepieniem kolebkowym o przekroju ostrołukowym.
Inne ważne budowle znajdujące się na tym obszarze:
- Dom gościnny, na południu (zostały tylko ruiny)
- Nowy pałac opacki. Budowę rozpoczął opat Francisco de Boteller w roku 1583. Korytarz wychodził bezpośrednio na kościół. Gdy budowano pałac, znajdował się on na terenie sadów, poza klauzurą.
- Szpital dla biednych zbudowany w roku 1207 dzięki darom Bernarda de Granyena.
- Stary pałac opacki, w którym mieszkały damy z orszaku Izabeli Katolickiej, gdy odwiedzała klasztor.

### Trzeci obszar
W pobliżu barokowego portalu kościoła znajduje się Porta Reial (Brama Królewska) (P.R. na planie) umieszczona między dwiema basztami. 

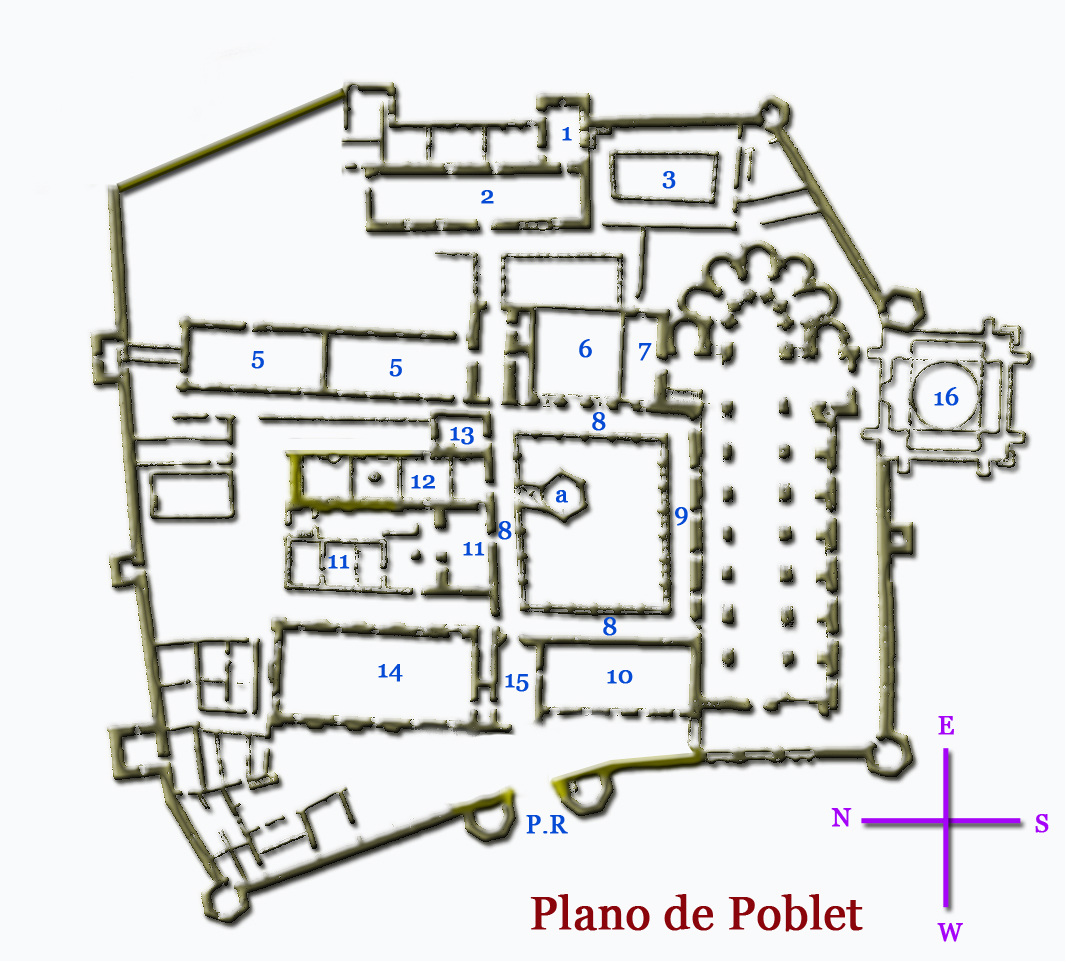
”Plan klauzury w Poblet”.

Na tym ostatnim obszarze znajdują się wszystkie pomieszczenia klasztorne, czyli klauzura właściwa. Teren otoczony jest murem obronnym, którego budowę zlecił Piotr IV po tym, jak nakazał przeznaczenie części kościoła na panteon królewski. Pracami kierował jego namiestnik, brat Guillén de Agulló (1367-1382). Mur ma 608 metrów obwodu, 11 metrów wysokości i 2 metry grubości, zaopatrzony jest w blanki i strzelnice oraz przejście obronne. Do obrony służy 12 baszt zbudowanych na planie wielokąta. Dwie z nich otaczają Porta Reial. Dwie baszty na rogach muru po obu stronach Porta Reial służyły za więzienia. Basza przylegająca do nowej zakrystii (nr 16 na planie) zwana jest „Basztą Hostii”, a następna w kierunku północno-wschodnim „Basztą Obłąkanych”. Inne baszty noszą nazwy „Przeora, Oliwna, Narożna, Herbowa, św. Stefana, Szewska i Kardynalska”.
Porta Reial (P.R. na planie) to budowla obronna z XIV wieku. Brama jest sklepiona łukiem półkolistym z dużymi klińcami. W jego kluczu anioł trzyma herb korony z dwoma lwami wspiętymi. Po obu stronach widać pieczęci króla Piotra IV. Na jednej z nich widnieje napis po łacinie „Budowę rozpoczęto w czasach Piotra, króla Aragonu”.
Ponad bramą wyrzeźbiono tarcze herbowe króla i opata Guillerma Agulló, który kierował pracami budowlanymi.
Minąwszy bramę zwiedzający widzi po lewej pozostałości po budynku, w którym mieszkali kiedyś bracia służebni. Po prawej kamienne schody prowadzą do pałacu króla Marcina Ludzkiego z początku XV wieku. Obecnie znajduje się w nim muzeum. Naprzeciw bramy widać sień krużganka (nr 15 na planie), dzieło opata Coponsa. Po lewej stronie sieni znajdują się spichrze (nr 14 na planie). W budynku tym początkowo było refektarz braci służebnych. W XIV wieku przerobiono go na dormitorium dla starych zakonników. W roku 1983 urządzono tu muzeum odbudowy klasztoru.
Po prawej stronie sieni znajduje się olejarnia z XIII wieku (nr 10 na planie). Budynek ten początkowo służył za dormitorium dla pracujących braci zakonnych. Jego południowa ściana przylega do północnej ściany kościoła. Wnętrze sieni zbiega się z północno-zachodnią galerią krużganka (nr 8 na planie).
Po wschodniej stronie otoczonego murem terenu znajdują się najstarsze budowle, pochodzące z XII wieku: kaplica świętego Stefana (nr 1 na planie) wraz z krużgankiem (nr 3 na planie) oraz szpital (nr 2 na planie). Znajdują się tam też Komnaty Królewskie zbudowane w XIV wieku na murach. W północno-wschodnim rogu zbudowano nowe pomieszczenia dla starszych mnichów.